# Скрипник Андрій Вікторович
Андрі́й Ві́кторович Скри́пник (1985—2022) — солдат збройних сил України, учасник російсько-української війни.

## Життєпис
Народився 29 вересня 1985 року на Львівщині. Вищу освіту здобув у Дрогобицькому державному педагогічному університеті імені Івана Франка. Деякий час працював за кордоном.
У 2019 підписав контракт з збройними силами України, проходив службу у 24-й механізованій бригаді. Брав участь у боях на сході України. 
Загинув 29 березня 2022 року в бою за місто Попасна.

## Нагороди
- Орден «За мужність» III ступеня[1].